# Кільце (діакритичний знак)
Кільце (англ. ring) — діакритичний знак, що зображається над чи під літерою. За потреби він може додатково вживатися з літерами розширеної латинки.

## Кільце вгорі
Данська, шведська, норвезька та валлонська мови використовують літеру Å (å), як A з кільцем згори. Проте у мовах, де присутній цей символ, він вважається окремою літерою, а не A з діакритикою. Літера Å є символом ангстрема, одиниці, названої на честь фізика Андерса Ангстрема.
Іншими символами з кільцем є чеська літера Ůů (від латинської U). Ця голосна показує, як розвивалася вимова деяких слів протягом століть. Наприклад, раніше використовувалося слово kóň (кінь), яке згодом разом із вимовою перетворилося на kuoň. Нарешті, голосний звук [o] зник повністю, а в сучасному написанні kůň з'явилося кільце над «u». Вимовляється ů так само, як і ú (довгий звук [uː]), але при відмінюванні чергується з коротким o (напр. kůň→koně). Історично склалося, що ů ніколи не є першою літерою слова, хоча ú майже завжди є першою в слові чи корені слова. Ця літера також належить до сілезької абетки.
Верхнє кільце використовувалося в кириличній версії литовської мови, запропонованій російською владою в кінці 19 століття, для літери У̊/у̊, що позначала дифтонг /wɔ/ (за сучасним правописом він зображається на письмі як uo).
Юнікод дозволяє створити більшу кількість символів з кільцем, використовуючи допоміжну комбінацію (англ. combining ring above) U+030A, включаючи вищезгаданий у̊ чи навіть ń̊ (ń з кільцем угорі). Простий символ кільця у верхній частині має код U+02DA.

## Кільце знизу
Юнікод має код U+0325 для додавання кільця знизу (англ. combining ring below).
Цей діакритичний знак використовується в МФА на позначення глухості, а також у індоєвропеїстиці та в транслітерації санскриту (IAST), де позначає складотворність приголосних r, l, m, n тощо (напр. r̥ позначається в МФА як [ɹ̩]).
Приклади:
- U+1E00 Ḁ
- U+1E01 ḁ

## Напівкільця
Напівкільця також вживаються як діакритичні знаки, їхні коди U+0351 (додає ліве напівкільце згори) та U+0357 (додає ліве напівкільце знизу). Ці символи вживаються в МФА та позначають огубленість. Приклади: a͑, a͗.
Схожі позначки використовуються у вірменській мові: U+0559 ՙ (ліве напівкільце згори) та вірменська кома U+055A ՚ (праве напівкільце згори).
Кільце не варто плутати з точкою чи комою над літерою, доданою згори літерою o (U+0366, COMBINING LATIN SMALL LETTER O) чи зі знаком градуса °.